# Gwendolyn Lycett
Pour les articles homonymes, voir Lycett.
Frances Gwendoline Lycett, née le 19 septembre 1880 à Kensington (Londres) et morte le 6 mai 1954 à Virginia Water dans le Surrey, est une patineuse artistique britannique.

## Biographie

### Carrière sportive
Gwendoline Lycett représente son pays à trois grandes compétitions internationales avant la Première Guerre mondiale : les Championnats du monde 1907 à Vienne, les Jeux olympiques d'été de 1908 à Londres et les Championnats du monde 1912 à Davos.
En plus du patinage artistique, Gwendoline Lycett est une athlète multisports et également active dans le punting (course de bateaux), le golf et le cyclisme. Elle continue à être impliquée dans le golf dans les années 1930.

### Famille
Gwendoline Lycett épouse Francis William Bontor en 1920, un marchand ; le couple n'a pas d'enfant.
Elle meurt en 1954 au Holloway Sanatorium de Virginia Water, Surrey, à l'âge de 73 ans.

## Palmarès
| Compétitions en individuelle                                               | 1907 | 1908 | 1909 | 1910 | 1911 | 1912 |
| Jeux olympiques d'été                                                      |      | 5e   |      |      |      | X    |
| Championnats du monde                                                      | 5e   |      |      |      |      | 4e   |
| Championnats de Grande-Bretagne                                            |      |      |      | 3e   |      |      |
| Légende : X = Pas de patinage artistique aux Jeux olympiques d'été de 1912 |      |      |      |      |      |      |